# V erbu lvice
V erbu lvice je český historický snímek natočený podle stejnojmenného románu Aleny Vrbové z roku 1994 režiséra Ludvíka Ráži s Milenou Steinmasslovou v hlavní roli.

## Děj filmu
Děj filmu tvoří příběh paní Zdislavy z Lemberka, o níž vypovídají legendy jako o hluboce věřící ženě s léčitelským darem, která se plně obětovala službě nemocným a trpícím bližním. Tvůrci filmu se soustřeďují na posledních sedm let hrdinčina života. Zdislava, která podle historických pramenů žila jen krátce (pravděpodobně v letech 1220–1252), však zanechala v srdcích a v paměti lidí nesmazatelnou stopu, než kdyby byla jen skvělou matkou a laskavou hradní paní svých poddaných. Její osobnost tvůrci představují jako oduševnělou a milující ženu.

## Obsazení
| Milena Steinmasslová | Zdislava        |
| Boris Rösner         | Havel           |
| Radoslav Brzobohatý  | Miruš           |
| Edita Horová         | chůva           |
| Michal Dlouhý        | zpěváček        |
| Eva Krížiková        | Madalena        |
| Josef Kemr           | posedlý mnich   |
| Martin Růžek         | převor          |
| Barbora Srncová      | služka          |
| Viktor Preiss        | Václav I.       |
| Ondřej Vetchý        | Janek           |
| Jan Potměšil         | rytíř           |
| Hana Maciuchová      | matka Sybila    |
| Daniela Kolářová     | Anežka          |
| Miroslav Středa      | královský posel |
| Václav Vydra         | bratr Luciano   |
| Monika Kobrová       | žena            |
| Daniel Rous          | Havlův posel    |
| Václav Kmoníček      | mnich           |